# Derodontiformia
De Derodontiformia zijn een infraorde van kevers uit de onderorde Polyphaga.

## Taxonomie
De infraorde is als volgt onderverdeeld:
- Superfamilie Derodontoidea LeConte, 1861
  - Familie Derodontidae LeConte, 1861 (Tandhalskevers)
  - Familie Nosodendridae Erichson, 1846 (Boomsapkevers)
  - Familie Jacobsoniidae Heller, 1926